# Wincenty Bałys
Wincenty Stanisław Bałys (ur. 6 października 1906 w Tomicach k. Wadowic, zm. 22 grudnia 1939 w Krakowie) – polski rzeźbiarz i malarz, współzałożyciel grupy artystycznej „Czartak II”.

## Życiorys
Wincenty Bałys urodził się 6 października 1906 roku w Tomicach jako syn ogrodnika Jana Kantego Bałysa z Zygodowic i Marii z Witków z Lgoty. Po jego narodzinach rodzina przeprowadziła się na wadowickie Podstawie. Uczęszczał do Męskiej Szkoły Podstawowej im. Stanisława Jachowicza w Wadowicach przy ulicy Młyńskiej (obecnie ulica Legionów Polskich), a następnie do Szkoły Męskiej im. Marcina Wadowity na ulicy Henryka Sienkiewicza. Po ukończeniu pięciu klas zrezygnował z dalszej nauki ogólnej i przeprowadził się do Krakowa, gdzie w latach 1927–1932 studiował w Akademii Sztuk Pięknych.
W 1932 powrócił do Wadowic, gdzie kilkukrotnie zmieniał swoje miejsce zamieszkania. W dniach 4-18 czerwca 1933 w budynku Towarzystwa Gimnastycznego „Sokół” w Wadowicach miała miejsce wystawa ku uczczeniu twórczości Emila Zegadłowicza, na której wystawiono m.in. dzieła Wincentego Bałysa. W 1935 i 1936 roku artysta prezentował swoje dzieła w Towarzystwie Sztuk Pięknych w Krakowie.
Po wybuchu II wojny światowej i zajęciu przez Niemcy Podbeskidzia utworzył grupę konspiracyjną. 10 albo 11 listopada 1939 roku członkowie grupy zostali ujęci przez niemieckich policjantów i przewiezieni do Krakowa, gdzie wydano na nich wyrok śmierci. Egzekucję przez rozstrzelenie wykonano 22 grudnia tego samego roku w pobliżu Kopca Kościuszki, w Przegorzałach.